# A Foggy Day
A Foggy Day ist ein Filmsong mit der Komposition von George Gershwin und einem Text von Ira Gershwin aus dem Jahr 1937.

## Der Song
A Foggy Day hat ein Thema in der Liedform A–B–A–C  und ist durchweg in (F-)Dur gehalten. Die Brüder Gershwin schrieben den Song wie auch andere für den Film A Damsel in Distress. Ira Gershwin schlug für diesen Song das Thema Nebeltag in London vor. Sein Bruder setzte sich ans Klavier, und binnen einer Stunde waren die Musik und der Text des Refrains fertig. Ursprünglich sollte der Film, in dem der Song von Fred Astaire gesungen wurde, sogar „A Foggy Day (In London Town)“ heißen.

## Wirkungsgeschichte
Astaire nahm den Song im gleichen Jahr als Platte auf und erreichte damit Platz 3 der US-Hitparade. Im nächsten Jahr erreichte Bob Crosby, der diesen Song mit seinem Orchester und Sänger Kay Weber einspielte, Platz 16 der Charts. Neben Astaire (der das Stück 1952 mit Oscar Peterson nochmals einspielte) machte vor allem Frank Sinatra den Song bekannt, der ihn erstmals 1949 (in einem Arrangement von George Siravo) interpretierte und dann 1953 (für sein Capitol-Album Songs for Young Lovers, in einem Arrangement von Nelson Riddle) auch im Studio einspielte. 1960 nahm Sinatra den Song (für sein Reprise-Album Ring-a-Ding-Ding!, in einem Arrangement von Johnny Mandel) erneut auf, interpretierte ihn 1962 auch mit dem Bill-Miller-Sextet (in einem Arrangement von Neal Hefti), und behielt das Stück durchgehend bis 1994 in seinem Programm.
Der Titel wurde in unzähligen Versionen eingespielt, so von Tony Bennett und Mel Tormé, mehrmals von Ella Fitzgerald, zunächst im Duo mit Louis Armstrong (Ella and Louis 1956), später auf ihrem Gershwin-Songbook-Album (Ella Fitzgerald Sings the George and Ira Gershwin Songbook 1959), und mehrmals von Sarah Vaughan (etwa Sarah Vaughan Sings George Gershwin 1958). David Bowie interpretiert den Song auf Red Hot Organization + Rhapsody (The Gershwin Groove, 1998). Eine aktuellere Interpretation stammt von Michael Bublé (2005).
Der Song hat sich zum Jazzstandard entwickelt. Bedeutende Instrumentalversionen stammen von Artie Shaw (1945), Bobby Jaspar (1954), Barney Kessel (1954), Jimmy Raney (1955), Ahmad Jamal (1955) und Charles Mingus (auf seinem Album Pithecanthropus Erectus von 1956). Eine Einspielung von Wynton Marsalis aus dem Jahr 1986 arbeitet mit metrischen Umdeutungen und Irritationsversuchen.